# Solești
Solești è un comune della Romania di 3 942 abitanti, ubicato nel distretto di Vaslui, nella regione storica della Moldavia. 
Il comune è formato dall'unione di 7 villaggi: Boușori, Iaz, Satu Nou, Solești, Șerbotești, Știoborăni, Valea Siliștei.
A Solești si trova la casa natale di Elena Cuza, moglie del Principe Alexandru Ioan Cuza; il complesso, già chiamato Palazzo Rosetti-Solescu, è stato trasformato nel 1955 in un museo, nel cui ambito è possibile visitare la casa, contenente una raccolta di oggetti appartenuti alla famiglia di Elena Cuza e a quella del marito, la chiesa e le tombe dei membri della famiglia Rosetti.